# Bocula limbata
Bocula limbata là một loài bướm đêm trong họ Noctuidae.